# Moment síly
je vektorová fyzikální veličina, která vyjadřuje míru otáčivého účinku síly.
Otáčivý účinek síly se vztahuje k danému bodu nebo přímce. Bod, ke kterému se moment síly určuje, se nazývá momentovým bodem. Kolmá vzdálenost {\displaystyle p} síly od její osy k bodu je tzv. rameno síly.
Bod, vůči němuž se určuje moment síly, nemusí být bodem ležícím na ose otáčení. Moment síly můžeme určit vzhledem k libovolnému bodu, a to i k bodům, které se nachází mimo zkoumané těleso.
Moment síly je definován jako součin síly a kolmé vzdálenosti osy síly od daného bodu. Velikost momentu síly tedy závisí na velikosti síly a na vzdálenosti od osy otáčení (čím dále síla působí, tím větší moment síly vznikne, obě veličiny jsou přímo úměrné).
Směr vektoru momentu síly je kolmý na rovinu síly a polohového vektoru působiště, určuje se pravidlem pravé ruky: Zahnuté prsty pravé ruky ukazují směr otáčivého účinku síly (směr otáčení tělesa), vztyčený palec ukazuje směr momentu síly.
V případech, kdy je potřeba charakterizovat otáčivý účinek síly na soustavu s pevně danou osou otáčení, používá se příbuzná veličina točivý moment, která představuje průmět obecného momentu síly do osy otáčení.

## Značení
- Symbol veličiny: {\displaystyle {\boldsymbol {M}}}
- Odvozená jednotka SI: newton metr, značka jednotky: Nm

## Výpočet

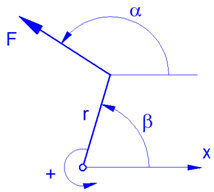
Obecná síla na obecné páce v rovině

Nechť {\displaystyle {\boldsymbol {F}}} je vzhledem k libovolnému bodu {\displaystyle O} určeno polohovým vektorem {\displaystyle {\boldsymbol {r}}}. Moment síly vzhledem k bodu {\displaystyle O} je pak určen vztahem
{\displaystyle {\boldsymbol {M}}={\boldsymbol {r}}\times {\boldsymbol {F}}}
Vektory {\displaystyle {\boldsymbol {r}}} a {\displaystyle {\boldsymbol {F}}} definují rovinu, k níž je výsledný vektor {\displaystyle {\boldsymbol {M}}} kolmý. Směr vektoru {\displaystyle {\boldsymbol {M}}} určuje směr osy otáčení (rotace). Tato osa prochází bodem {\displaystyle O}, ke kterému moment síly určujeme.
Pokud je {\displaystyle \alpha } úhel mezi vektory {\displaystyle {\boldsymbol {r}}} a {\displaystyle {\boldsymbol {F}}}, pak lze z předchozího vztahu získat velikost momentu jako
{\displaystyle M=Fr\sin \alpha }
Tento vztah lze chápat dvěma způsoby
- {\displaystyle M=r(F\sin \alpha )}

V tomto případě chápeme vztah jako součin délky průvodiče {\displaystyle r} a složky síly {\displaystyle F_{k}=F\sin \alpha } kolmé na tento průvodič. Složka {\displaystyle F_{k}} má otáčivou schopnost, zatímco složka {\displaystyle F_{r}}, která je kolmá na {\displaystyle F_{k}} a rovnoběžná s průvodičem {\displaystyle {\boldsymbol {r}}}, tuto schopnost nemá.
- {\displaystyle M=F(r\sin \alpha )}

V tomto případě lze vztah chápat jako součin síly o velikost {\displaystyle F} a ramene síly {\displaystyle p=r\sin \alpha }, tedy
{\displaystyle M=Fp}.
Ramenem síly {\displaystyle p} se rozumí kolmá vzdálenost vektorové přímky síly od bodu {\displaystyle O} (tedy bodu, vůči němuž moment síly určujeme).
Moment obecné síly na obecné páce v rovině:
{\displaystyle M=F.r.(\sin \alpha \cos \beta -\cos \alpha \sin \beta )}

## Vlastnosti
- Pokud určujeme moment síly vzhledem k bodu, je {\displaystyle \mathbf {M} } kolmé k průvodiči {\displaystyle {\boldsymbol {r}}} a současně k síle {\displaystyle {\boldsymbol {F}}}. V případě, že určujeme moment síly k ose, leží {\displaystyle {\boldsymbol {M}}} ve zvolené ose.
- Moment síly vzhledem k ose se definuje jako průmět momentu síly vzhledem k bodu osy do této síly. Moment síly vzhledem k ose tedy leží ve zvolené ose. Působící síla tedy neurčuje směr momentu síly (jako v případě momentu vzhledem k bodu), ale pouze velikost tohoto momentu.
- Při řešení se postupuje tak, že působištěm síly se proloží rovina kolmá k ose, ke které se určuje moment síly. Vektor síly {\displaystyle {\boldsymbol {F}}} je pak promítnut do této roviny, čímž se získá složka {\displaystyle {\boldsymbol {F}}^{\prime }}, která je odpovědná za otáčení. Průsečík osy, k níž se určuje moment síly, a roviny, v níž leží {\displaystyle {\boldsymbol {F}}^{\prime }}, je bodem, k němuž se určí moment síly.
- Působí-li ve společném působišti několik sil {\displaystyle {\boldsymbol {F}}_{i}}, je jejich celkový účinek dán výslednicí sil {\displaystyle {\boldsymbol {R}}={\boldsymbol {F}}_{1}+{\boldsymbol {F}}_{2}+\cdots +{\boldsymbol {F}}_{n}=\sum _{i=1}^{n}{\boldsymbol {F}}_{i}} a výsledný moment je dán vztahem {\displaystyle {\boldsymbol {M}}={\boldsymbol {r}}\times {\boldsymbol {R}}={\boldsymbol {r}}\times ({\boldsymbol {F}}_{1}+{\boldsymbol {F}}_{2}+\cdots +{\boldsymbol {F}}_{n})}.

Z distributivního zákona pro vektorový součin pak dostaneme
{\displaystyle {\boldsymbol {M}}=({\boldsymbol {r}}\times {\boldsymbol {F}}_{1})+({\boldsymbol {r}}\times {\boldsymbol {F}}_{2})+\cdots +({\boldsymbol {r}}\times {\boldsymbol {F}}_{n})={\boldsymbol {M}}_{1}+{\boldsymbol {M}}_{2}+\cdots +{\boldsymbol {M}}_{n}=\sum _{i=1}^{n}{\boldsymbol {M}}_{i}}
Výsledný moment sil působících v jednom bodě vzhledem k libovolnému bodu je tedy roven vektorovému součtu momentů všech složek k danému bodu.